# Elektronski mikroskop
Elektronski mikroskop je uređaj kojim se, s pomoću uskog snopa elektrona, dobiva uvid u mikrostrukturu promatranog uzorka, uz golemo povećanje. Najviše su u upotrebi transmisijski i skenirajući elektronski mikroskopi. Primjena elektronskoga mikroskopa vrlo je široka. Poznavanje strukture čvrstih tvari, o kojoj ovise njihova svojstva, može riješiti mnoge probleme kemije, fizike, metalurgije, mineralogije, geologije i biologije. Nizom elektronskomikroskopskih snimaka moguće je pratiti pojedine faze različitih procesa, kao na primjer proces razvijanja u fotografiji i proces katalize, istraživanjem strukture vlakana razjašnjavaju se makroskopska svojstva tkiva, a mogućnost promatranja svijeta bakterija i virusa, makromolekula, stanica i mnogih pojedinosti strukture organizma proširuje područje istraživanja biologije i medicine.
Elektronski mikroskop izumljen u Njemačkoj 1933. (Ernst Ruska), a širu je biološku namjenu stekao tijekom ranih 1950-tih. Mjesto vidljive svjetlosti i optičkih leća, elektronski mikroskop koristi zraku elektrona, koju usmjerava fokusirajući elektromagnetsko polje. Iz razloga što je valna duljina elektrona znatno kraća od one fotona vidljive svjetlosti, granica razlučivosti elektronskog mikroskopa je puno manja od one svjetlosnog mikroskopa: oko 0,1 – 0,2 nm elektronskog mikroskopa u usporedbi s oko 200 – 350 nm kod svjetlosnog mikroskopa.
Međutim, za biološke uzorke stvarna granica razlučivosti obično nije niža od 2 nm ili je viša, zbog problema s pripremom preparata i kontrastom. Elektronski mikroskop ima oko 100 puta veću moć razlučivanja od svjetlosnog mikroskopa. Za posljedicu je i iskoristivo povećanje također veće: do 100 000 puta elektronskog mikroskopa, u usporedbi s 1000 do 1500 puta kod svjetlosnog mikroskopa. Na taj je način, promatrajući ju elektronskim umjesto svjetlosnim mikroskopom, moguće zapaziti mnogo više detalja u građi stanice.

## Način rada
S optičkim mikroskopom koji se osniva na običnoj svjetlosti ne mogu se vidjeti predmeti čija je duljina manja od valne duljine upotrijebljene svjetlosti. Pri tom povećanje optičke leće može biti bilo kako veliko, ali mi predmet ipak ne možemo vidjeti. Dakle, rastvorna snaga (razlučivost) optičkog mikroskopa ograničena je valnom duljinom svjetlosti. Rastvorna snaga mikroskopa je najmanji razmak između dviju čestica, od kojih objektiv mikroskopa daje za svaku posebnu sliku tako da se ne slijevaju zajedno. Ova je činjenica dala osnovu da se katodne zrake, to jest roj elektrona koji je znatno manje valne duljine, upotrijebi za izgradnju elektronskog mikroskopa. Pokusi su naime pokazali da se elektroni određene brzine odnosno energije vladaju kao valovi određene valne duljine, te da mogu interferirati. Također se pokazalo da se svi elektroni koji izlaze iz jedne točke, a prolaze uzduž jedne električne zavojnice, opet sastaju u jednoj točki. Ta činjenice je omogućila stvaranje elektronske optike. Elektronska optika sastoji se od elektronske leće koje mogu biti magnetske i elektrostatske. U donjem dijelu leće silnice se razilaze od osi, pa bi ovdje trebalo da nastane divergencija elektronskog snopa. Budući da sada elektroni imaju veću brzinu zbog prijeđenog električnog napona od 4 000 V, njihovo je rasturanje od osi manje. Drugim riječima, nastaje konvergencija elektronskih zraka, pa elektrostatska leća djeluje kao sabirna leća.
Prema vrsti leća razlikujemo uglavnom magnetske i elektrostatske mikroskope. Kod elektronskog mikroskopa s magnetskim lećama kao izvor svjetlosti upotrebljava se katodna cijev, pa se elektronski snop koncentrira na predmet pomoću prve magnetske leće. Druga magnetska leća daje uvećanu sliku predmeta koju ponovo povećava treća magnetska ili projektorska leća. Pritom put, kojim prolaze elektroni mora biti vakuum. Tlak u mikroskopu iznosi oko 10-6 bara. Slika predmeta se dobije na fluorescentnom zastoru ili na fotografskoj ploči. Snaga elektronskog mikroskopa, to jest njegova rastvorna moć ovisi o primijenjenom električnom naponu koji obično iznosi od 20 do 50 kV. 
To znači da je zapravo povećanje elektronskog mikroskopa neograničeno. Potrebno je samo povećati brzinu elektrona, to jest skratiti njihovu valnu duljinu. To se pak postiže povećanjem napona između katode i anode u izvoru elektrona. Danas se grade elektronski mikroskopi za povećanje i preko 30 000 puta.

### Magnetska leća
Magnetska leća se sastoji od električne zavojnice sa stanovitim brojem zavoja kroz koje protječe električna struja određene jakosti. O dimenzijama ove zavojnice, njezinom obliku i broju zavoja ovisi žarišna duljina. Kroz zavojnicu prolazi snop divergentnih zraka iz izvora A. Elektroni će zbog djelovanja magnetskog polja na električni vodič opisivati zavojitu stazu koja će se savijati sve više prema osi magnetske leće. Zbog toga nastaje fokusiranje, pa se u točki B dobiva slika izvora A. Zbog toga nastaje fokusiranje, pa se u točki B dobiva slika izvora A. Odatle vidimo da i magnetska leća ima svojstva sabirne leće.

## Vrste
Elektronske mikroskope nalazimo u dva osnovna oblika: transmisijski elektronski mikroskop (TEM) i skenirajući (rasterski) elektronski mikroskop (SEM). Transmisijski i skenirajući elektronski mikroskopi su slični po tome što oba primjenjuju zraku elektrona, no za stvaranje slike koriste posve različite mehanizme. Kao što samo ime govori, TEM sliku oblikuje pomoću elektrona koji se odašilju kroz preparat. SEM, pak, skenira površinu preparata te sliku oblikuje otkrivajući elektrone koji se odbijaju od vanjske površine preparata. Skenirajuća elektronska mikroskopija je napose neobična tehnika zbog dojma dubine koji se stječe promatranjem prikazanih bioloških struktura.
Zbog niske prodorne snage elektrona, uzorci koji se pripremaju za elektronsko mikroskopiranje moraju biti iznimno tanki. Sprava koja se koristi za tu svrhu naziva se ultramikrotom. Opremljena je dijamantnim nožićem te može rezati presjeke debljine do 20 nm. Postojeći deblji pripravci se također mogu promatrati elektronskim mikroskopom, ali je u tom slučaju potreban znatno veći pogonski napon kako bi se primjereno povećala prodorna snaga elektrona. Takav visokonaponski elektronski mikroskop koristi pogonski napon od nekoliko tisuća kilovolta (kV), što je jedva usporedivo s rasponom od 50 – 100 kV koliko je potrebno većini konvencionalnih instrumenata. Presjeci do 1 μm debljine se mogu proučavati isključivo s takvim visokonaponskim instrumentima. Tolika debljina nam omogućava detaljnije istraživanje organela i drugih staničnih struktura.

### Transmisijski elektronski mikroskop
Transmisijski elektronski mikroskop rabi se za promatranje uzoraka koji su za elektrone propusni, pa zato debljina uzoraka rijetko može biti veća od 1 μm. Po građi je sličan optičkomu mikroskopu, ali radi u uvjetima visokoga vakuuma. Kao izvor elektronskoga snopa služi elektronski top. Njega čini katoda, obično volframska nit, koja zagrijavanjem emitira elektrone (termionska emisija), Wehneltov cilindar za fokusiranje elektronskoga snopa te anoda s velikom razlikom potencijala prema katodi. Zbog te se razlike elektroni snažno ubrzavaju i njihov se snop prvom elektronskom lećom, koja ima ulogu kondenzora, usmjerava na uzorak (elektronska optika). Prolaskom kroz uzorak elektroni se u susretu s atomima raspršuju razmjerno debljini i gustoći područja na koje nailaze. Preostali, neraspršeni elektroni čine elektronsku sliku uzorka, koja se povećava sustavom elektronskih leća (leća objektiva, međuleća, projektorska leća). Konačna slika nastaje na fluorescentnom zaslonu, a njezini tamni dijelovi odgovaraju debljim i gušćim područjima uzorka. Kvaliteta slike ovisi o vrsti kontrasta, koji može biti ogibni ili fazni. U ogibnome kontrastu postoje slike svijetlog i tamnog polja, koje imaju inverzan kontrast, a povezane su s ogibnom slikom istog područja promatranoga na mikrografiji. Iz ogibne se slike prepoznaje simetrija promatranog uzorka, a smjerovi iz ogibne slike izravno se prenose u elektronsku sliku svijetloga polja, tamnog polja ili u sliku visokog razlučivanja koja se temelji na faznome kontrastu. Na temelju ogibne slike moguće je odrediti kristalnu strukturu. Međutim, kvantitativna informacija o mikrostrukturi materijala može se dobiti detaljnom korelacijom ogibne i elektronske slike. Ogibni kontrast oslikava detalje veće od 1,5 nm, a fazni kontrast daje razlučivanje na razini atoma. Kako elektronski snop putuje u vakuumu, posebni uređaji omogućuju izmjenu uzoraka bez prisutnosti zraka.
Transmisijski elektronski mikroskop svojim velikim korisnim povećanjem i sposobnošću razlučivanja znatno nadmašuje mogućnosti optičkoga mikroskopa, jer je valna duljina elektronskoga zračenja mnogo manja od valne duljine svjetlosti. Naime, maksimalna razlučivost mikroskopa (najmanja udaljenost dviju točaka na kojoj ih je moguće razlikovati) ograničena je valnom duljinom zračenja koje prolazi kroz uzorak, a odabirom zračenja manjih valnih duljina postiže se bolja razlučivost. Današnja se granica razlučivanja najsnažnijih transmisijskih elektronskih mikroskopa približava iznosu od 0,1 nm uz povećanje slike od 1,5 milijuna puta, a to je dovoljno za istraživanje molekularne strukture, pa i za raspoznavanje atoma u kristalima.

### Skenirajući elektronski mikroskop
Skenirajući ili rasterski elektronski mikroskop služi za proučavanje reljefa površine uzoraka, koji mogu biti i masivni, za elektrone nepropusni, a njime se može vrlo dobro oslikati trodimenzionalnost uzorka. Sustavom elektronskih kondenzorskih leća elektroni se fokusiraju (žarište) u vrlo uzak snop, koji se otklonskim elektronskim lećama usmjerava na površinu uzorka i tako ju, točku po točku, pretražuje u obliku rastera. Djelovanje snopa na površinu uzrokuje emisiju sekundarnih elektrona, koje je u emisijskom načinu rada moguće registrirati kao sliku na zaslonu katodne cijevi. S obzirom na način zapisivanja signala koji nastaju interakcijom elektronskoga snopa i površine razlikuju se refleksijski, apsorpcijski, transmisijski, rendgenski i katodoluminiscentni način rada.

## Posebne tehnike u elektronskoj mikroskopiji
U elektronskoj je mikroskopiji razvijeno više specifičnih tehnika, od kojih je uistinu svaka tek drugačiji način pripremanja uzorka za transmisijsko elektronsko mikroskopiranje. Ovdje navodimo samo neke.
Tehnikom negativnog bojenja se uzorci ne režu na ultratanke prereze već se mjesto toga jednostavno odlažu u gustu elektronsku boju, omogućavajući netaknutom preparatu da sliku tvori izdvajajući se od tamno obojene pozadine. Ova je tehnika očigledno primjenjiva isključivo na vrlo male predmete poput virusa ili izoliranih organela, ali omogućava da se izgled oblika i površine proučava na još uvijek netaknutim predmetima.
Frakturiranje zamrzavanjem uključuje načelno različite načine pripreme uzorka. Umjesto rezanja ravnomjernih presjeka ili proučavanja cjelovitog materijala, preparati se podvrgavju naglom zamrzavanju – obično u tekućem dušiku – a onda se udaraju oštrim rubom sječiva. Ovo uzrokuje lomljenje (frakturu) preparata po linijama prirodne slabosti, što su u većini slučajeva prazni prostori u membranama. Tanki sloj metala sa zgusnutim elektronima, poput zlata ili platine se tehnikom "zasjenjivanja" nanosi na površinu uzorka stvarajući kopiju preparata od zlata ili platine. Kopija se potom proučava TEM-om. Iz razloga što linija loma prolazi kroz prazne prostore u membranama gdje god je to moguće, kopija nastala ovim postupkom je vjeran prikaz unutrašnjosti membrana. Proučavanje uzoraka frakturiranja zamrzavanjem je u velikoj mjeri pridonijelo našem razumijevanju građe membrana.

## Važnost
Elektronska mikroskopija je, ostvarujući detaljna ultrastrukturna istraživanja, iz temelja preinačila naše razumijevanje građe stanice. Neki se organeli (poput jezgre ili mitohondrija) dovoljno dobro vide i korištenjem svjetlosnog mikroskopa, ali se uz pomoć elektronskog mikroskopa mogu vršiti mnogo detaljnija istraživanja. Pored toga, elektronska mikroskopija je otkrila stanične strukture koje su premalene da bi se mogle zamijetiti svjetlosnim mikroskopom. One uključuju ribosome, membrane, mikrotubule, i mikrofilamente.

## Vanjske poveznice
|  | Zajednički poslužitelj ima još gradiva o temi Snimke s elektronskim mikroskopom |